# Cornutrypeta nigrifemur
Cornutrypeta nigrifemur är en tvåvingeart som beskrevs av Han och Wang 1993. Cornutrypeta nigrifemur ingår i släktet Cornutrypeta och familjen borrflugor. Inga underarter finns listade i Catalogue of Life.